# Rudolf Stanzel
Rudolf Stanzel (ur. 8 listopada 1899 w Wiedniu, zm. 21 czerwca 1953 tamże) – austriacki trener piłkarski.

## Kariera trenerska
Trenował kluby Borussia Dortmund, AC La Dominante, SSC Venezia, Delfino Pescara 1936, Modena FC i Hellas Verona. Od maja 1936 do września 1939 prowadził reprezentację Łotwy.

## Sukcesy i odznaczenia

### Sukcesy trenerskie
Łotwa
- mistrz Baltic Cup: 1936, 1937
- wicemistrz Baltic Cup: 1938